# Acyphoderes ayalai
Acyphoderes ayalai är en skalbaggsart som beskrevs av Chemsak och Linsley 1988. Acyphoderes ayalai ingår i släktet Acyphoderes och familjen långhorningar. Inga underarter finns listade i Catalogue of Life.